# Риджли (тауншип, Миннесота)
Риджли (англ. Ridgely) — тауншип в округе Николлет, Миннесота, США. На 2000 год его население составило 126 человек.

## География
По данным Бюро переписи населения США площадь тауншипа составляет 48,6 км², из которых 48,4 км² занимает суша, а 0,2 км² — вода (0,43 %).

## Демография
По данным переписи населения 2000 года здесь находились 126 человек, 44 домохозяйства и 30 семей. Плотность населения —  2,6 чел./км². На территории тауншипа расположено 45 построек со средней плотностью 0,9 построек на один квадратный километр. Расовый состав населения: 99,21 % белых и 0,79 % приходится на две или более других рас.
Из 44 домохозяйств в 29,5 % воспитывались дети до 18 лет, в 61,4 % проживали супружеские пары, в 2,3 % проживали незамужние женщины и в 31,8 % домохозяйств проживали несемейные люди. 15,9 % домохозяйств состояли из одного человека, при том 4,5 % из — одиноких пожилых людей старше 65 лет. Средний размер домохозяйства — 2,86, а семьи — 3,37 человека.
31,7 % населения младше 18 лет, 4,8 % в возрасте от 18 до 24 лет, 27,8 % от 25 до 44, 27,8 % от 45 до 64 и 7,9% старше 65 лет. Средний возраст — 38 лет. На каждые 100 женщин приходилось 133,3 мужчин. На каждые 100 женщин старше 18 приходилось 126,3 мужчин.
Средний годовой доход домохозяйства составлял 41 875 долларов, а средний годовой доход семьи —  50 417 долларов. Средний доход мужчин —  38 750  долларов, в то время как у женщин — 20 625. Доход на душу населения составил 17 339 долларов. За чертой бедности не находилась ни одна семья и 7,6 % всего населения тауншипа, из которых 20,0 % старше 65 лет.